# Federación Internacional de Pelota Vasca
La Federación Internacional de Pelota Vasca es el organismo internacional que dirige la pelota vasca. La misma regula y organiza la competiciones internacionales, cuyo principal exponente es el Campeonato Mundial de Pelota Vasca.

## Historia
La Federación Internacional de Pelotas Vasca fue fundada el 19 de mayo de 1929, en Buenos Aires (Argentina), impulsada por las federaciones española, francesa y argentina. Con motivo de la Guerra civil española y la Segunda Guerra Mundial, su actividad prácticamente cesó hasta 1945. En 1946 se regularon por la Federación las modalidades oficiales y las reglas específicas de cada una de ellas, en cuya redacción participaron las federaciones nacionales. La sede de la Federación se encuentra situada en Pamplona (Navarra, España).
| Presidente              | Años mandato  |
| ----------------------- | ------------- |
| Jean Ybarnégaray        | 1929 - 1946   |
| Manuel Balet Crous      | 1946 – 1954   |
| Carmelo Balda Galarraga | 1954–1969     |
| Javier Gil de Biedma    | 1970–1978     |
| Jesús Fernández Iriondo | 1978–1994     |
| Enrique Gaytán de Ayala | 1994–2002     |
| Dominique Boutineau     | 2002-2014     |
| Xavier Cazaubon         | 2014-presente |

Consulta también sus estatutos (enlace roto disponible en Internet Archive; véase el historial, la primera versión y la última)..

## Categorías
Las modalidades reconocidas internacionalmente en las que se disputa el Campeonato Mundial de Pelota Vasca son las siguientes:
- Pelota mano (Frontón 36 m y Trinquete)
- Paleta cuero (Frontón 36 m y Trinquete)
- Paleta goma (Frontón 36 m y Trinquete)
- Xare (Trinquete)
- Pala Corta (Frontón 36 m)
- Cesta punta (Frontón 54 m)
- Frontenis (Frontón 30 m)

## Otras delegaciones
Aparte de la FIPV existen:
- Para el continente europeo: la Unión de Federaciones Europeas de Pelota Vasca (UFEPV).
- Muchas federaciones nacionales (una por cada país), que a su vez tienen incluidas en ellas varias federaciones territoriales. Las más reconocidas son; la Federación Mexicana de Frontón, la Federación Española de Pelota y la Federación Francesa de Pelota Vasca.

### Federaciones Nacionales
Actualmente la Federación Internacional está constituida de 32 federaciones nacionales.
| F                                                        | País                 |
| -------------------------------------------------------- | -------------------- |
| Confederación Argentina de Pelota                        | Argentina            |
| Fédération Belge Francophone de Pelote Basque            | Bélgica              |
| Federación Boliviana de Pelota de Mano, Paleta y Raqueta | Bolivia              |
| Sociedade Brasileira de Pelota Vasca                     | Brasil               |
| Association Canadienne de Sports de Frontón (A.C.S.F.)   | Canadá               |
| Federación Chilena de Pelota Vasca                       | Chile                |
| Asociación de Pelota Vasca de Costa Rica                 | Costa Rica           |
| Federación Cubana de Pelota Vasca y Frontón              | Cuba                 |
| Federación Ecuatoriana de Pelota Nacional                | Ecuador              |
| Federación Salvadoreña de Frontón - FESAFRO              | El Salvador          |
| Federación Española de Pelota                            | España               |
| United States Federation of Pelota                       | Estados Unidos       |
| Euskadiko Pilota Federakundea                            | Euskadi              |
| Federación de Pelota Vasca de Filipinas                  | Filipinas            |
| Fédération Française de Pelote Basque                    | Francia              |
| Asociación de Frontón de Guatemala                       | Guatemala            |
| Fédération Guinéenne de Pelote Basque                    | Guinea               |
| All India Pelota Vasca Federation                        | India                |
| Federazione Italiana Palla Pugno (FIPAP)                 | Italia               |
| Federación Mexicana de Frontón                           | México               |
| Asociación Nicaragüense de Frontón                       | Nicaragua            |
| Koninklijke Nederlandse Kaats Bond                       | Países Bajos         |
| Organización Nacional Frontenis Panamá - ONADEFPA        | Panamá               |
| Confederación Paraguaya de Pelota                        | Paraguay             |
| Federación Deportiva Peruana de Paleta Frontón           | Perú                 |
| Club "Pelota Polska"                                     | Polonia              |
| Associaçâo Portuguesa de Pelota Basca                    | Portugal             |
| Federación de Frontón de Puerto Rico INC.                | Puerto Rico          |
| Federación Dominicana de Pelota Vasca                    | República Dominicana |
| Association Togo 19                                      | Togo                 |
| Federación Uruguaya de Pelota                            | Uruguay              |
| Federación Venezolana de Pelota Vasca                    | Venezuela            |